# Giuseppe Cesare Abba (cacciatorpediniere)
Il Giuseppe Cesare Abba è stato un cacciatorpediniere (e successivamente una torpediniera) della Regia Marina ed in seguito della Marina Militare italiana.

## Storia

### La prima guerra mondiale
Poche settimane dopo la sua entrata in servizio, nella notte tra il 12 ed il 13 agosto 1915, l’Abba (caposquadriglia) fu inviato, insieme al gemello Mosto ed al cacciatorpediniere francese Bisson, alla ricerca di un sommergibile austro-tedesco – l’U 3 – che aveva infruttuosamente attaccato l'incrociatore ausiliario Città di Catania ad est di Brindisi. Disposte a raggiera, le tre unità dapprima seguirono la rotta tra il punto dell'agguato e Cattaro, base austroungarica, poi perlustrarono a zig zag il tratto di mare in direzione nord e quindi puntarono verso sud: alle 4.52 del 13 agosto il Bisson individuò l'U-Boot in navigazione in superficie a causa di un'avaria, e lo affondò a cannonate, mentre l’Abba ripiegava in direzione del sommergibile, giungendo in tempo per osservarne l'affondamento.
Verso le nove del mattino del 29 dicembre l’Abba uscì da Brindisi insieme ad alcuni altri cacciatorpediniere, all'esploratore Bixio ed all'incrociatore britannico Weymouth per porsi all'inseguimento, come avevano già fatto numerose altre unità italo-franco-britanniche, di una formazione austro-ungarica (esploratore SMS Helgoland, cacciatorpediniere Csepel, Tátra, Triglav, Lika e Balaton) che aveva cannoneggiato ed affondato alcuni mercantili (due velieri ed il piroscafo greco Mikael) ormeggiati a Durazzo. Nel successivo scontro, che si concluse con l'affondamento su mine delle unità avversarie Lika e Triglav ed il danneggiamento di altre navi sia anglo-italiane che austro-ungariche, l’Abba non ebbe un particolare ruolo.
Nella notte tra il 25 ed il 26 giugno 1916 l’Abba (agli ordini del comandante Tanca) fornì scorta ravvicinata, insieme ai cacciatorpediniere Pilo, Mosto e Nievo, ai MAS 5 e 7, che, a rimorchio rispettivamente delle torpediniere 36 PN e 34 PN, attaccarono il naviglio austro-ungarico alla fonda a Durazzo: alle 00.15 i due MAS mollarono il rimorchio a 2,5 miglia dall'obiettivo, all'1.45 lanciarono i siluri ed alle 2.40 si ricongiunsero alla formazione di cui faceva parte l’Abba, rientrando alla base. Nell'attacco fu affondato il piroscafo Sarajevo (1111 tsl).
Il 3 agosto 1916 l’Abba (al comando del capitano di fregata Petrelluzzi) salpò insieme al cacciatorpediniere Ardente per supportare un attacco di 9 aerei contro Durazzo, ma durante la navigazione le due navi furono dirottate su Molfetta, attaccata dai cacciatorpediniere Wildfang e Warasdiner appoggiati dall'incrociatore Aspern e dalle torpediniere TB 80 e TB 85. Mentre l’Ardente, colto da un'avaria, ripiegava per aggregarsi alla squadriglia cacciatorpediniere francese «Bory», partita successivamente a rinforzo dell’Abba, quest'ultimo proseguì da solo anche dopo aver avvistato, alle 8.20, un sommergibile nemico, l’U 20. Alle nove l’Abba avvistò le navi avversarie e tentò di avvicinarsi per aprire il fuoco, ma le manovre del ben più grande e meglio armato Aspern, che si pose tra l'unità italiana e le siluranti austroungariche, vanificò il tentativo: giunti a 16 miglia da Cattaro, base navale austroungarica, l’Abba ed il Bory (frattanto sopraggiunto) dovettero rinunciare all'inseguimento.
Nella notte tra il 3 ed il 4 novembre 1916 Abba (comandante Civalleri), Pilo e Nievo supportarono un nuovo attacco dei MAS 6 e 7 (rimorchiati dalle torpediniere 34 PN, 35 PN e 36 PN) contro Durazzo, azione che non ebbe successo causa la presenza di reti parasiluri.
Alle 23 del 22 dicembre 1916 Abba, Pilo e Nievo salparono da Brindisi e fece rotta su Capo Rodoni per attaccare alcuni cacciatorpediniere austriaci (Scharfschütze, Dinara, Réka e Velebit) che avevano effettuato un'incursione nel canale d'Otranto e che, dopo uno scontro con unità francesi (cacciatorpediniere Casque, Riviére, Protet, Boutefeu, Dehorter e Bory), stavano rientrando a Cattaro. Le unità nemiche non furono trovate ed i due gruppi di cacciatorpediniere italiani e francesi s'incontrarono in maniera piuttosto confusa: all'1.40 l’Abba avvistò dei fumi sulla sinistra, a prua, ed accostò verso nord per avvicinarsi, accelerando al massimo; dopo aver riconosciuto Dehorter e Protet, avvistò il Casque, troppo tardi tuttavia per evitare una collisione, anche se non si ebbero danni gravi. Mentre l’Abba manovrava a marcia indietro sopraggiunse anche un'altra unità francese, il Boutefeu, che speronò l’Abba uccidendo un uomo (che risultò disperso). Nonostante la duplice collisione i danni non risultarono molto gravi e le tre navi danneggiate poterono rientrare in porto.
L'11 maggio 1917 la nave, agli ordini del comandante Poma, salpò da Venezia insieme ai cacciatorpediniere Audace, Ardito, Animoso ed Ardente, per intercettare un gruppo di siluranti austroungariche (cacciatorpediniere Csikos e torpediniere 78 T, 93 T e 96 T) che fu avvistato alle 15.30, a circa 10.000 di distanza; essendo però le due formazioni frattanto giunte non distante da Pola, importante base navale austroungarica, le unità italiane ripiegarono e rientrarono a Venezia.
Nella notte tra il 13 ed il 14 agosto del medesimo anno la nave lasciò Venezia unitamente ai cacciatorpediniere Audace, Animoso, Ardente, Vincenzo Giordano Orsini, Giovanni Acerbi, Giuseppe Sirtori, Francesco Stocco, Carabiniere e Pontiere per scontrarsi con un gruppo di navi nemiche – cacciatorpediniere Streiter, Réka, Velebit, Scharfschütze e Dinara e 6 torpediniere – che avevano appoggiato un'incursione aerea contro la piazzaforte veneta; tuttavia solo l’Orsini riuscì ad avere un breve e fugace contatto con le navi austriache.
Il 29 settembre dello stesso anno la nave uscì in mare assieme all'esploratore Sparviero, ai cacciatorpediniere Orsini, Acerbi e Stocco e ad una seconda formazione (cacciatorpediniere Ardente, Ardito ed Audace) a supporto di un bombardamento effettuato da 10 aerei contro Pola. La formazione italiana ebbe poi un breve scontro serale con un'austro-ungarica (cacciatorpediniere Turul, Velebit, Huszár e Streiter e 4 torpediniere), senza conseguire risultati di rilievo.
Il 16 novembre 1917 fu inviato, insieme ad Animoso, Acerbi, Stocco, Ardente, Orsini ed Audace, a contrasto del bombardamento effettuato dalle corazzate austroungariche Wien e Budapest contro le batterie d’artiglieria e le linee italiane di quella località: i cacciatorpediniere supportarono l'attacco dei MAS 13 e 15 che, insieme a quelli di aerei e dei sommergibili F 11 ed F 13, contribuì a disturbare l'azione nemica, sino al ritiro delle due corazzate.
Il 18 novembre dello stesso anno Ardente, Abba, Animoso ed Audace bombardarono le linee austriache tra Caorle e Revedoli.
Il 28 novembre Animoso, Ardente, Ardito, Abba, Audace, Orsini, Acerbi, Sirtori e Stocco, insieme agli esploratori Aquila e Sparviero, partirono da Venezia e, insieme ad alcuni idrovolanti di ricognizione, inseguirono una formazione austriaca, composta dai cacciatorpediniere Dikla, Streiter ed Huszár e da quattro torpediniere, che aveva bombardato la ferrovia nei pressi della foce del Metauro. Le navi italiane dovettero rinunciare all'inseguimento allorché giunsero nei pressi di Capo Promontore, troppo vicino a Pola.
Il 7 febbraio 1918 l’Abba, l’Audace e l’Animoso, partiti alle 10.45 da Venezia, rimorchiarono sino al «punto O» (20 miglia ad ovest di Sansego) i MAS destinati all'azione divenuta poi nota come beffa di Buccari. Giunti al «punto O», i tre cacciatorpediniere cedettero i rimorchi alle torpediniere 12 PN, 13 PN e 18 PN e si posizionarono ad una cinquantina di miglia da Ancona, onde supportare i MAS una volta di rientro.
Alle 18.10 del 3 novembre 1918 l’Abba (capitano di vascello Portaluppi) e le torpediniere 65 PN e 66 PN presero possesso di Parenzo, accolte con entusiasmo dalla popolazione locale, a maggioranza italiana; dopo aver occupato la località e disarmato le fortificazioni, le tre navi ripartirono l'indomani.
Il 5 novembre l’Abba e tre altri cacciatorpediniere (La Masa, Missori e Pilo), insieme alla vecchia corazzata Saint Bon, fecero il loro ingresso nel porto di Pola, dopo di che reparti imbarcati sulle unità, nei giorni seguenti, procedettero all'occupazione della città.

### Gli anni venti e trenta
A fine novembre 1918 l’Abba scortò da Fiume a Venezia due piroscafi carichi di militari austriaci, tedeschi e polacchi.
Posteriormente al 1918 l’Abba fu sottoposto a lavori di modifica che videro la sostituzione dei cannoni da 76 mm con 5 da 102 e l'imbarco di 2 mitragliere da 40 mm; il dislocamento a pieno carico salì a 900 tonnellate.
Nel mattino del 6 agosto 1928 l'Abba salpò da Pola insieme a numerose altre unità per un'esercitazione che avrebbe coinvolto anche l'incrociatore leggero Brindisi, l'esploratore leggero Aquila e la scorta della V Flottiglia Cacciatorpediniere (di cui l'Abba era caposquadriglia), in navigazione da Parenzo a Pola: l'esercitazione prevedeva un attacco simulato alla formazione da parte dei sommergibili F 14 ed F 15. Alle 8.40 – con cielo sereno, mare mosso e vento montante – l'Abba, avvistò l’F 14 a dritta, al traverso, e lo segnalò (il messaggio fu «sommergibile a dritta al traverso») alle altre unità; l'individuazione del periscopio rivelò però che il sommergibile si trovava solo a pochi metri di distanza. A bordo del cacciatorpediniere Giuseppe Missori, che seguiva l’Abba da poca distanza, l'equipaggio teneva d'occhio soprattutto la probabile zona d'attacco, sulla dritta, così che l’F 14 fu avvistato solo quando era a 180-160 metri di distanza; nonostante le manovre di entrambe le unità, la collisione fu inevitabile e l'F 14 affondò 7 miglia ad ovest di San Giovanni in Pelago (Pola). Nonostante i tentativi di soccorso l'intero equipaggio dell’F 14, intrappolato nel sommergibile rimasto in gran parte asciutto, perì prima di poter essere salvato.
Il 1º ottobre 1929 la nave fu declassata a torpediniera.

### La seconda guerra mondiale
All'ingresso dell'Italia nella seconda guerra mondiale l’Abba faceva parte della V Squadriglia Torpediniere, di base ad Augusta (Schiaffino, Dezza, La Farina, Albatros).
Fu impiegato principalmente per compiti di scorta convogli, operando inizialmente nel Tirreno meridionale.
Il 6 luglio 1940 prese parte alla scorta del primo convoglio di grosse dimensioni per la Libia (operazione denominata «TCM»): salpato da Napoli alle 19.45, il convoglio era formato dai trasporti truppe Esperia e Calitea (che trasportavano rispettivamente 1571 e 619 militari) e dalle moderne motonavi da carico Marco Foscarini, Vettor Pisani e Francesco Barbaro (il cui carico constava in tutto di 232 veicoli, 5720 t di combustibili e lubrificanti e 10.445 t di altri materiali). L’Abba e la capoclasse Pilo partirono da Catania il 7 luglio di scorta alla Barbaro e si aggregarono agli altri trasporti, in navigazione con la scorta diretta della XIV Squadriglia torpediniere (Procione, Orsa, Orione, Pegaso) e con la scorta indiretta della X Squadriglia Cacciatorpediniere (Maestrale, Grecale, Libeccio, Scirocco) e degli incrociatori leggeri Bande Nere e Colleoni. Le navi arrivarono indenni a Bengasi, porto di arrivo, l'8 luglio.
Tra il 2 ed il 3 settembre 1940 la torpediniera scortò da Tobruch a Bengasi i trasporti Città di Livorno e Priaruggia.

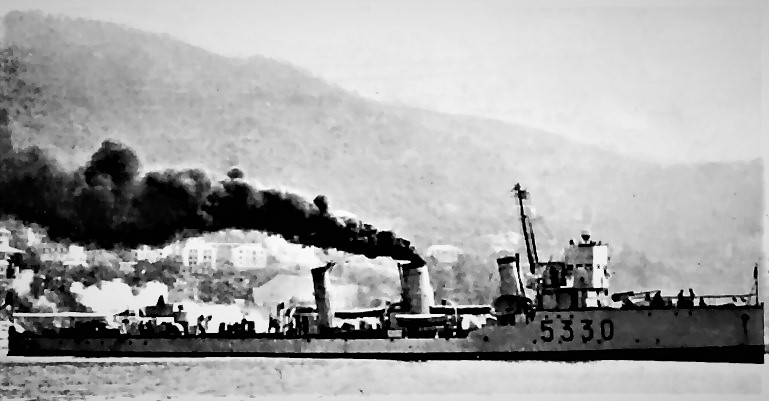
Un'altra foto dellAbba dopo la conversione a dragamine

Al tramonto del 16 marzo 1941 l’Abba, che si trovava a Valona, ricevette l'ordine di ormeggiarsi nelle acque ad est della penisola di Karaborum (baia di Valona). In tale zona erano state fatte ormeggiare sei navi mercantili; l’Abba diede fondo all'estremità settentrionale della fila di navi all'àncora, mentre un'altra torpediniera, l'Andromeda, si ormeggiò sul lato opposto: le due navi (che si trovavano comunque con le caldaie accese e pronte a muovere, se necessario) avrebbero protetto i trasporti con le loro artiglierie contraeree. Ad est del gruppo erano ormeggiate la nave cisterna e da sbarco Sesia ed il grosso motopeschereccio Genepesca Seconda, adibite ad eventuali operazioni di soccorso nel caso qualche nave fosse stata colpita. Le navi, oscurate, si posero alla fonda nei punti prestabiliti alle 18.30. Alle 23.50 ed alle 23.58 un gruppo di 6 aerosiluranti Fairey Swordfish, inviati ad attaccare le navi ormeggiate in rada, fu avvistato dapprima dalla località di vedetta di Derni e poi rilevato dalla stazione aerofonica di Saseno. La contraerea iniziò un tiro di sbarramento, poi interrotto in seguito al decollo di caccia italiani. A mezzanotte gli aerei britannici giunsero sulla baia di Valona: avvertendo il rumore dei loro motori, l’Abba e l’Andromeda iniziarono ad effettuare fuoco di sbarramento. Uno degli Swordfish, portatosi a 400 metri dall’Andromeda, silurò l'unità, che, scossa dall'esplosione delle caldaie, affondò rapidamente nel punto 40°21' N e 19°28' E, portando con sé 50 dei 137 membri dell'equipaggio.
Nella notte tra il 18 ed il 19 maggio 1942 l’Abba lasciò Augusta e scortò sin nelle acque di Malta i MAS 451 e 452 ed i motoscafi siluranti MTSM 214 e 218, incaricati di sbarcare a Malta l'irredentista maltese (e sottocapo manipolo della Milizia Artiglieria Marittima) Carmelo Borg Pisani, che avrebbe dovuto raccogliere informazioni per preparare un previsto sbarco italo-tedesco sull’isola; tuttavia Borg Pisani, dopo due giorni a terra, fu catturato dal presidio britannico di Malta ed impiccato.
Il 9 novembre 1942 la nave, insieme alle più moderne torpediniere Lince e Cigno, scortò in porto l'incrociatore leggero Attilio Regolo, che rientrava al traino del rimorchiatore Polifemo dopo essere stato silurato dal sommergibile HMS Unruffled in posizione 38°14' N e 12°41' N (al largo di Capo San Vito siculo) ed aver perso la prua (durante la navigazione il sommergibile HMS United tentò di finire l'incrociatore ma non vi riuscì).

### Dall'armistizio alla demolizione
Alla proclamazione dell'armistizio l’Abba faceva parte del III Gruppo Torpediniere, con base a Taranto ed area operativa nell'Adriatico meridionale.
Il 15 settembre 1943 la torpediniera imbarcò a Cattaro militari appartenenti alla Divisione «Emilia», in corso di evacuazione dal Montenegro.
Durante la cobelligeranza (1943-1945) la nave fu ancora impiegata per vari usi, tra i quali il rimorchio di bersagli.
Nel 1953 l'ormai obsoleta e logorata unità fu declassata a dragamine meccanico costiero, ricevendo la sigla di M 5330.
Radiata il 1º settembre 1958, fu demolita.